# Década de 720
Séculos: (Século VII - Século VIII - Século IX)
Décadas: 670 - 680 690 700 710 - 720 - 730 740 750 760 770
Anos: 720 - 721 - 722 - 723 - 724 - 725 - 726 - 727 - 728 - 729